# Кането (Империја)
Кането је насеље у Италији у округу Империја, региону Лигурија.
Према процени из 2011. у насељу је живело 23 становника. Насеље се налази на надморској висини од 275 м.